# Imboden
Imboden (Reto-Romaans: District dal Plaun; Duits: Bezirk Imboden; Italiaans: Distretto di Imboden) is een Zwitsers district in het kanton Graubünden en omvat 7 gemeenten op 203,81 km².
| Cirkel Rhäzüns | Cirkel Rhäzüns | Cirkel Rhäzüns              | Cirkel Rhäzüns    | Cirkel Rhäzüns |
| wapenschild    | gemeentenaam   | inwonersaantal (31/12/2005) | oppervlakte (km²) |                |
| -------------- | -------------- | --------------------------- | ----------------- | -------------- |
| Bonaduz        | Bonaduz        | 2592                        | 14.40             |                |
| Domat/Ems      | Domat/Ems      | 6896                        | 24.22             |                |
| Rhäzüns        | Rhäzüns        | 1220                        | 13.37             |                |

| Cirkel Trins | Cirkel Trins | Cirkel Trins                | Cirkel Trins      | Cirkel Trins |
| wapenschild  | gemeentenaam | inwonersaantal (31/12/2005) | oppervlakte (km²) |              |
| ------------ | ------------ | --------------------------- | ----------------- | ------------ |
| Felsberg     | Felsberg     | 2051                        | 13.40             |              |
| Flims        | Flims        | 2605                        | 50.51             |              |
| Tamins       | Tamins       | 1163                        | 40.74             |              |
| Trin         | Trin         | 1142                        | 47.17             |              |

Albula · Bernina · Hinterrhein · Imboden · Inn · Landquart · Maloja · Moësa · Plessur · Prättigau/Davos · Surselva